# ريتشارد كارفيل
ريتشارد كارفيل (بالإنجليزية: Richard Carvel)‏ هي رواية تاريخية للمؤلف والكاتب المسرحي الأمريكي وينستون تشرشل. نشرت الرواية للمرة الأولى عام 1899، ولاقت نجاحاً بشكل استثنائي، وبيع منها حوالي مليوني نسخة. والرواية تأخذ شكل مذكرات رجل نبيل (ريتشارد كارفيل) في القرن الثامن عشر.
صنفت نيويورك تايمز ريتشارد كارفيل كرواية مميزة وحدث هام في تاريخ الرواية الأمريكية.

## وصلات خارجية
- ريتشارد كارفيل، على مشروع جوتنبرج.
- Summary of the book in the style of the original
- Richard Carvel at Fantastic Fiction